# Tamba prunescens
Tamba prunescens là một loài bướm đêm trong họ Noctuidae.